# Zbór Kościoła Adwentystów Dnia Siódmego w Wieluniu
Kościół Adwentystów Dnia Siódmego w Wieluniu – zbór adwentystyczny w Wieluniu, należący do okręgu zachodniego diecezji południowej Kościoła Adwentystów Dnia Siódmego w RP.
Pastorem zboru jest kazn. Sławomir Wcisło. Nabożeństwa odbywają się w kościele przy ul. Krakowskie Przedmieście 21 każdej soboty o godz. 9.30.

## Historia
Adwentyści na terenie Wielunia oficjalnie rozpoczęli swoją działalność w 1972 roku od poświęcenia kaplicy przy ul. Krakowskie Przedmieście 21, w którym brał udział pastor Władysław Kosowski. Budynek został zakupiony przez małżeństwo Leokadię i Wojciecha Krajewskich, którzy sprzedali swoje gospodarstwo rolne we wsi Dębica obok Wielunia i zakupili połowę obecnego budynku; drugą połowę kupił Kościół Adwentystów Dnia Siódmego.
Pierwszym duchownym był pastor Bednarski, który mieszkał wraz z rodziną w obecnym budynku. Następnym pastorem był Józef Swoboda, kolejnym – od 1985 – Mirosław Staszczyk, od 1986 roku Czesław Czyż, który pełnił tę funkcję przez jeden rok, a następnie honorowo wspierał Kościół przez kolejne lata. W 1988 pastorem został Zbigniew Merkis, a 1991 roku do zboru (parafii) w Wieluniu przysłano pastora Krzysztofa Roszkowskiego z rodziną, który do 1995 roku przewodził Kościołowi i prowadził ewangelizację, po której przyłączyły się nowe osoby do miejscowej parafii. Od 1996 roku opieką duszpasterską zajmują się pastorzy, którzy przyjeżdżają z Częstochowy – Zenon Samborski i Andrzej Bolesta.
W latach 90. zbór prowadził działalność charytatywną na terenie Wielunia i Praszki oraz kampanie odwykowe od palenia na terenie Wielunia, prowadzone przez pastora K. Roszkowskiego
Od 1993 roku parafia w Wieluniu podlega diecezji południowej. Wcześniej należała do diecezji wschodniej.